# 이코노클라스트!
《이코노클라스트!》(イコノクラスト! 이코노쿠라스토![*])는 일본 미디어 팩토리 계열의 MF문고 J에서 간행된 사카키 이치로의 라이트 노벨이다. 초기 1・2권 삽화는 OKAMA가 맡아왔으나 2005년 7월 31일 발행된 3권부터는 kyo로 대체되고 초기에 OKAMA가 그린 1・2권 역시 kyo의 그림으로 대체된다. 일본에서는 전10권으로 완결되었고, 대한민국에서는 서울문화사 계열의 제이노블을 통해 완결권까지 모두 발매되었고 전자책으로도 발매되고 있다.

## 줄거리
고등학생 카시바 쇼고 앞에 '희무녀'라 불리는 5명의 미소녀가 나타나 무릎을 꿇는다. 그리고 사촌 여동생인 카린과 함께 '솔론'이라는 이세계로 소환되어 버린다. 5명의 희무녀 중 가장 아름답고 리더 격인 멜리니의 말에 따르면 자신들이 사는 세계 '솔론'은 신의 저주를 받아 그 저주를 이행하는 '대행자'들에게 파괴되고 있다고 한다. 그 '대행자'와 싸울 수 있는 자는 솔론이 아닌 다른 세계에서 소환된 사람 뿐이라고 하는데… 갑자스럽게 '구세주'가 되어버린 쇼고는 '대행자'들에게 고통받는 솔론의 사람들을 보며 신에 대항할 수 있는 유일한 병기인 '이코노클라스트'의 파일럿으로서 솔론을 구하기로 결심한다.

## 등장인물

### 주인공
카시바 쇼고 (香芝省吾)
게임을 좋아하는 평범한 고등학생. 구세주 (4대) 로서 이세계, '솔론'에 소환되어 신의 저주에 맞설 수 있는 유일한 병기인 이코노클라스트의 파일럿이 된다.

### 희무녀
멜리니 코드란(メリニ・コードラン)
코드란 가문의 희무녀. 용모, 지식, 성격 등 여러 면에서 뛰어남을 보여준다. 처음에는 코드란 가문의 희무녀로서 쇼고의 족쇄 역할을 하는 것에 충실했지만, 쇼고를 보살피면서 그와 사랑에 빠져 진정한 연인 사이로 발전하게 된다. 이름은 열대어 학명인 코리도라스 멜리니 (Corydoras melini)에서 유래했다.
펠테아 인페라스(ペルテア・インペラス)
인페라스 가문의 희무녀. 무술의 달인이며 멜리니와는 어릴 적부터 둘도 없는 친구 사이. 쇼고의 무술 수업을 담당하고 있다. 멜리니의 희무녀 해임으로 인해 상심한 쇼고와 남녀관계를 맺는다. 이름은 열대어 학명인 펙콜티아 비타타 임페리얼 타이거 (Peckoltia vittata imperial tiger)에서 유래했다.
아피네 오토르치(アフィニエ・オトルチ)
오토르치 가문의 희무녀. 오토르치 가문의 수장, 네로의 여동생으로 작은 몸집이지만 요염한 분위기를 띄고 있다. 쇼고의 총애를 받는 것에 집착하여 항상 쇼고를 유혹하려 든다. 이름은 열대어 학명인 오토싱크루즈 아피니스 (Otocinclus affinis)에서 유래했다.
하쳇타 마브로(ハーチェッタ・マブロ)
마브로 가문의 희무녀. 기적술에 관한 지식이 풍부하며, 쇼고의 기적술 수업을 담당하고 있다. 이름은 열대어 학명인 마블 하체트 (Marbled hatchetfish)에서 유래했다.
세네카 루스폴리테(セネカ・ルースポリテ)
루스폴리테 가문의 희무녀. 침착하고 냉정한 성격의 소유자이지만 묘하게 알 수 없는 면이 있다. 멜리니와 더불어 희무녀로서의 능력이 뛰어나다. 이름은 열대어 학명인 폴립테우스 세네갈 (Polypterus senegalus)에서 유래했다.
에셴 코드란(エシェン・コードラン)
멜리니의 희무녀 해임으로 대체된 코드란 가문의 새 희무녀. 희무녀로서 모든 일을 완벽 이상으로 처리해낸다.

### 비밀결사〈레니게이드〉
발드 코드란(バルド・コードラン)
레니게이드의 다섯 씨족 중 우두머리격인 코드란 가문의 수장. 멜리니와 에셴의 양부이며 냉혹한 성격의 소유자이다. 이름은 열대어 학명인 코리도라스 바바투스 (Scleromystax barbatus)에서 유래했다.
제브론 인페라스(ゼブロン・インペラス)
검무사의 피를 이어받은 인페라스 가문의 수장. 펠테아의 아버지이며 솔직하고 용감한 무인이다. 이름은 열대어 학명인 임페리얼 제브라 플레코 (Imperial zebra pleco)에서 유래했다.
네로 오토르치(ネロ・オトルチ)
젊은 나이에 오토르치 가문의 수장이 된 섬세한 미청년. 아피네의 친오빠이며 솔론 사람들에게는 실업가로 알려져있다. 이름은 열대어 학명인 오토싱크루즈 리오 네그로 (Otocinclus Rio Negro)에서 유래했다.
타이로이드 마브로(タイロイド・マブロ)
기적술 개발을 담당하는 마브로 가문의 수장. 학자풍 스타일로 하쳇타의 아버지이다.
팔마스 루스폴리테(パルマス・ルースポリテ)
루스폴리테 가문의 수장. 신경질적인 신중파로 세네카와 안젤리트의 아버지이다. 이름은 열대어 학명인 폴립테우스 팔마스 (Polypterus palmas)에서 유래했다.

### 에크노드라스 진교회
모리 세라핌(モーリィ・セラフィム)
황야에 쓰러져있던 쇼고를 구해준 마음씨 고운 소녀. 에크노드라스 진교회의 신도이며 쇼고에게 솔론의 언어를 가르쳐준다.
게르베(ゲルベ)
에크노드라스 진교회의 치안수도사. 활달한 성격의 소유자이다.
레프트(レプト)
에크노드라스 진교회의 나이많은 간부.
토마(トマ)
에크노드라스 진교회의 치안수도사. 신앙심이 깊고 책임감이 강하다.

### 혈족
트리파스키아타(トリファスキアータ)
타에니아타의 딸. 앞을 보지 못하지만 청각이 발달했다. 이름은 열대어 학명인 아피스토그라마 트리파시아타 (Apistogramma trifasciata)에서 유래했다.
타에니아타(タエニアータ)
혈족의 족장.
듀메릴리에(デュメリリエ)
레온 일행과 행동을 함께하는 혈족 여인.

### 기타
테시가와라 카린 (勅使河原花梨)
쇼고의 사촌 여동생으로 쇼고와 함께 솔론으로 소환된다.
레온 사사하라 스프링필드(レオン・ササハラ・スプリングフィールド)
쇼고가 솔론에 소환되기 이전에 소환된 구세주 (2대). 레니게이드와 이코노클라스트를 주시하고 있다.
안젤리트 루스폴리테(アンジェリット・ルースポリテ)
루스폴리테 가문의 전임 희무녀로 레온의 연인. 어학과 기적술에 관한 지식이 풍부하다.

## 용어
이코노클라스트
대행자들에게 맞설 수 있는 유일한 병기. 솔론이 아닌 다른 세계에서 소환된 인간만이 탑승할 수 있다. 이름은 영어 Iconoclast (우상파괴자)에서 유래했다.
구세주
이코노클라스트에 탑승할 수 있는 솔론이 아닌 다른 세계에서 소환된 인물.
희무녀
구세주를 모시는 5명의 아름다운 소녀들.
신
솔론의 창조주. 과거 5명의 인간들에게 죽임을 당한 후, 인간을 저주하는 대행자를 만들어낸다.
대행자
죽은 신이 만들어낸 16마리의 저주.
솔론
쇼고와 카린이 소환된 세계의 이름. 대행자로 인해 인간들이 고통 속에서 살아가고 있다.
기적술
창조주인 신에게만 허용된 기적을 발현시키는 기술.
의사신장
인간이 기적술을 행사하기 위한 도구.
비밀결사〈레니게이드〉
과거 신을 죽인 5명의 인간들이 창시한 비밀 집단. 현재 그 후예들이 권력의 정점에 있다. 인간에 의한 솔론 지배를 목표로 한다.
리비스사
오토르치 가문 소유의 기업. 사장은 네로 오토르치가 맡고 있다.
에크노드라스 진교회
죽음을 찬미하는 맹목적이고 광신적인 종교 집단.
혈족
신의 피를 이어받은 집단. 의사신장 없이 기적술을 사용할 수 있다.
앱솔루트
오토르치 가문이 비밀리에 개발한 또 하나의 이코노클라스트. 이름은 영어 Absolute (절대)에서 유래했다.

## 도서 정보

### 소설
초판
- EPISODE 01 FIRST CAMPAIGN (첫 출격)
  - 일본 : 2004년 9월 30일 발매 / ISBN 4840111464
- EPISODE 02 He acts heroism (영웅)
  - 일본 : 2005년 1월 31일 발매 / ISBN 4840112088

신장판
- EPISODE 01 FIRST CAMPAIGN (첫 출격)
  - 일본 : 2005년 12월 31일 발매 / ISBN 4840114617
  - 대한민국 : 2008년 4월 10일 발매 / ISBN 9788953285347
- EPISODE 02 He acts heroism (영웅)
  - 일본 : 2005년 12월 31일 발매 / ISBN 4840114625
  - 대한민국 : 2008년 5월 10일 발매 / ISBN 8953286786
- EPISODE 03 The oppression (억압)
  - 일본 : 2005년 7월 31일 발매 / ISBN 484011286X
  - 대한민국 : 2008년 7월 11일 발매 / ISBN 9788953288126
- EPISODE 04 suicidal act (순교)
  - 일본 : 2006년 1월 31일 발매 / ISBN 4840114846
  - 대한민국 : 2008년 9월 17일 발매 / ISBN 9788953298668
- EPISODE 05 The Persona (철면)
  - 일본 : 2006년 6월 30일 발매 / ISBN 4840115559
  - 대한민국 : 2008년 11월 14일 발매 / ISBN 9788953292888
- EPISODE 06 BEGATS (혈족)
  - 일본 : 2006년 9월 30일 발매 / ISBN 484011708X
  - 대한민국 : 2009년 1월 12일 발매 / ISBN 9788926300046
- EPISODE 07 malfunction (차질)
  - 일본 : 2007년 7월 31일 발매 / ISBN 9784840118279
  - 대한민국 : 2009년 6월 11일 발매 / ISBN 9788926303160
- EPISODE 08 ANTHEM (성가)
  - 일본 : 2007년 11월 30일 발매 / ISBN 9784840120852
  - 대한민국 : 2009년 10월 14일 발매 / ISBN 9788926310137
- EPISODE 09 CREATION MYTH (창세)
  - 일본 : 2008년 6월 30일 발매 / ISBN 9784840123303
  - 대한민국 : 2010년 1월 12일 발매 / ISBN 9788926311363
- EPISODE 10 FIEND (마신)
  - 일본 : 2008년 11월 30일 발매 / ISBN 9784840124546
  - 대한민국 : 2010년 3월 12일 발매 / ISBN 9788926311998